# Zeribet El Oued
Zeribet El Oued è un comune dell'Algeria, situato nella provincia di Biskra.